# Реррин
Реррин (англ. Rerrin; ирл. Raerainn) — деревня в Ирландии, находится в графстве Корк (провинция Манстер), крупнейшая деревня острова Бере, в которой есть паб, почтамт и кофейня.